# Pomacentrus cheraphilus
Pomacentrus cheraphilus är en fiskart som beskrevs av Allen, Erdmann och Hilomen 2011. Pomacentrus cheraphilus ingår i släktet Pomacentrus och familjen Pomacentridae. Inga underarter finns listade i Catalogue of Life.